# Pieve di Cadore
Pieve di Cadore deutsch: Pleif ist eine Stadt mit 3571 Einwohnern (Stand 31. Dezember 2023) in der Provinz Belluno, Italien. 
Die Stadt Pieve di Cadore ist der Geburtsort von Tizian, dessen mutmaßliches Geburtshaus besichtigt werden kann.

## Geografie
Pieve di Cadore liegt in den Dolomiten am Fuße der Berggruppen der Marmarole und des Antelao in 878 m Höhe rechts des Flusses Piave, wenige Kilometer oberhalb der Einmündung des aus der Gegend von Cortina d’Ampezzo kommenden Flusses Boite. Der Piave ist im Bereich von Pieve di Cadore zum Lago di Centro Cadore aufgestaut.
Die Gemeinde setzt sich neben dem Hauptort aus den Dörfern Nebbiù, Pozzale, Sottocastello und Tai di Cadore zusammen und gilt als Hauptort der Tallandschaft und historischen Region Cadore.

## Geschichte

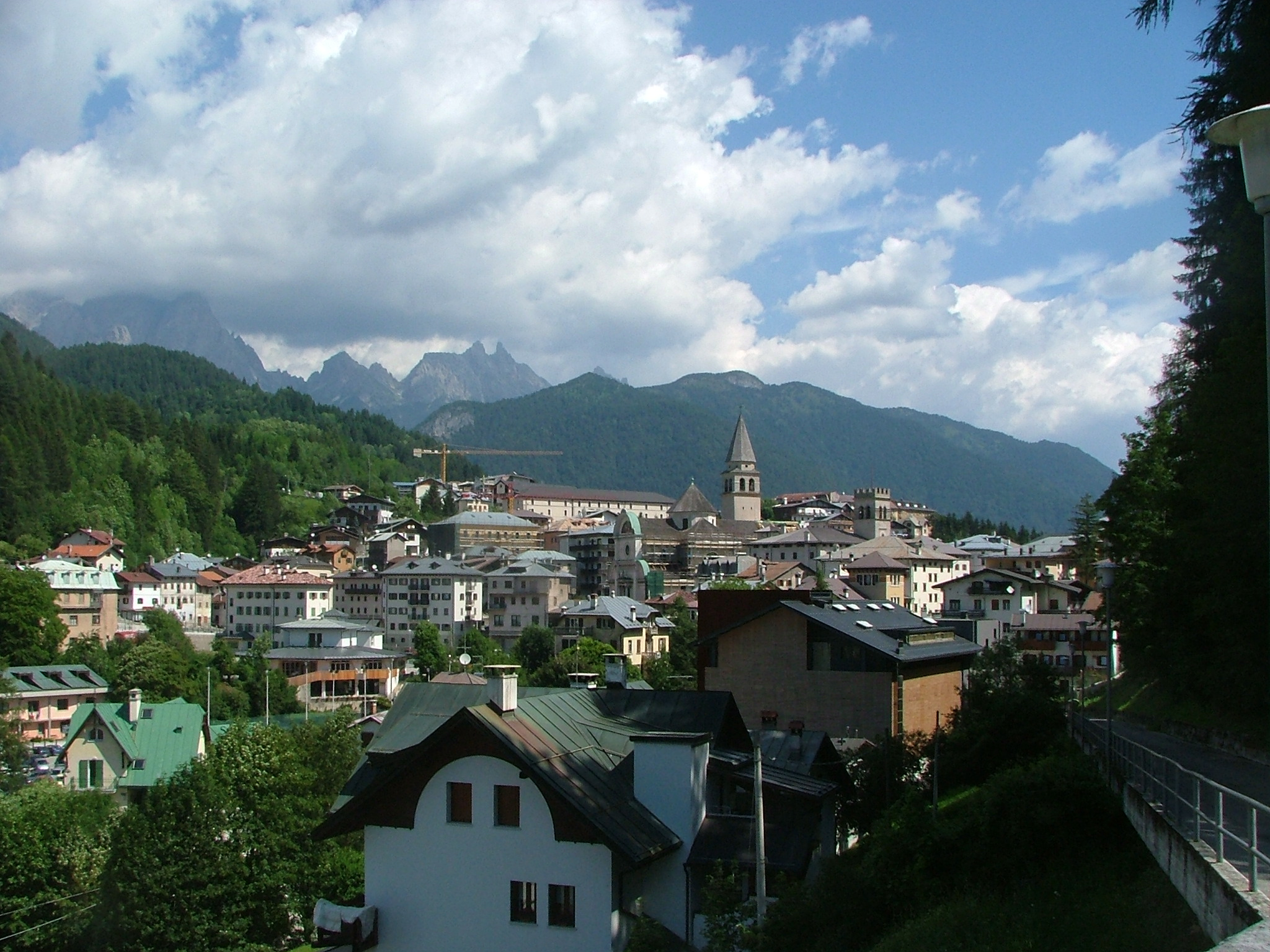
Gesamtansicht von Pieve

Das Gebiet am Zusammenfluss von Piave und Boite war bereits prähistorisch besiedelt. Die Römer unterwarfen im 2. vorchristlichen Jahrhundert die paläovenetische Vorläufersiedlung Làgole. Im Hochmittelalter war der Ort militärischer Stützpunkt der Signoria da Camino (1138–1335); das von ihr errichtete Kastell existiert nicht mehr. 
Zusammen mit den anderen Siedlungen des Cadore gründete Pieve die Magnifica Communità di Cadore, die sich 1338 ein Statut gab, welches 1347 von Bertrand de Saint-Geniès, dem Fürstpatriarchen von Aquileia, anerkannt wurde. Dem überwiegend ladinisch geprägten Land wurde auch unter der Republik Venedig, zu der es von 1420 bis zur napoleonischen Eroberung 1797 gehörte, eine weitgehende Autonomie garantiert.
1808 erhob Kaiser Napoleon I. seinen Außenminister Jean-Baptiste Nompère de Champagny zum Herzog von Cadore.
Nach dem Wiener Kongress wurde Pieve di Cadore, wie ganz Venetien als Teil des neugegründeten Königreichs Lombardo-Venetien der Habsburgermonarchie zugesprochen, fiel jedoch im Laufe des Risorgimento mit dem Prager Frieden (1866) an Italien.

## Tourismus und Verkehr
Pieve di Cadore, Hauptort der Provinz Belluno, entwickelte sich ab der zweiten Hälfte des 20. Jahrhunderts zu einem Sommerfrische- und Wintersportort und zugleich zu einem kulturellen Anziehungspunkt durch gezielten „Tizian-Tourismus“, obwohl es nur ein einziges Gemälde des Meisters an seinem Geburtsort gibt.
Der Ort verfügte über einen Bahnhof der Bahnstrecke Belluno–Calalzo.

## Sehenswürdigkeiten

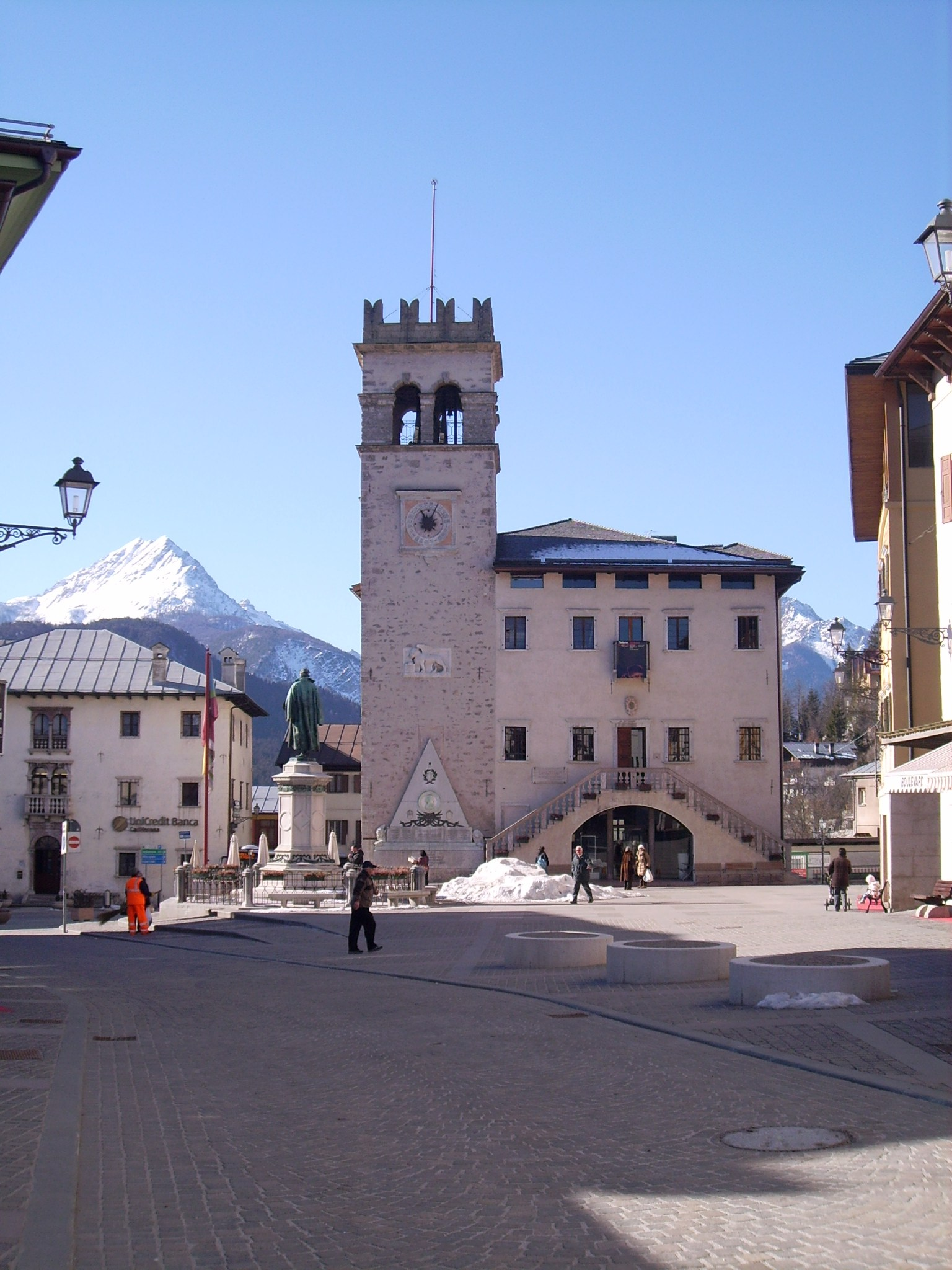
Piazza Tiziano mit Palazzo Comunale und Tizian-Statue

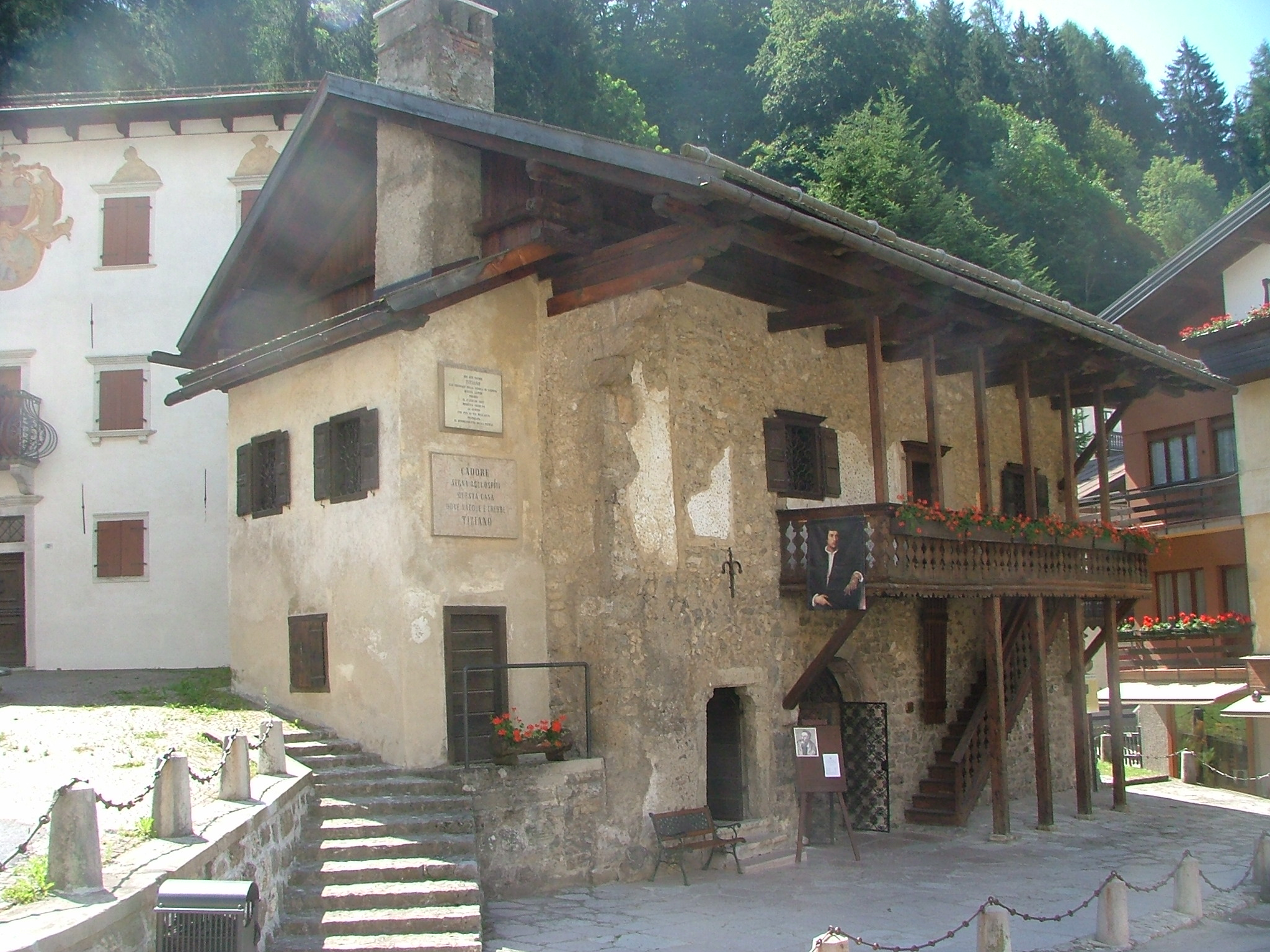
Geburtshaus Tizians in Pieve di Cadore

- Auf der zentralen Piazza Tiziano mit Monumentalstatue des Malers steht der Palazzo der Magnifica Communità di Cadore, der im Spätmittelalter und der Frühen Neuzeit Sitz der sich selbstverwaltenden Regierung des Cadore war. Der Palast wurde im 16. Jahrhundert auf den Fundamenten eines Vorläufers neu errichtet und beherbergt u. a. Gemälde von Tizians Verwandten Marco Vecellio und Cesare Vecellio sowie weiterer Künstler aus dem 16. und 17. Jahrhundert. Zudem ist hier ein Archäologisches Museum eingerichtet, in dem Fundstücke (Votivbilder, Waffen, Alltagsgegenstände, Statuetten, Münzen) aus der paläovenetischen Siedlung Làgole (ab dem 5. Jahrhundert v. Chr.) zusammengetragen sind.

- Die Erzdiakonatskirche Mariä Geburt wurde im 19. Jahrhundert anstelle älterer Vorgängerbauten errichtet. Hier befindet sich ein Spätwerk Tizians, Maria mit Kind zwischen dem Heiligen Tiziano von Oderzo und Andreas darstellend, wobei ein Hirte mit Pilgerstab links außen im Bild als Selbstporträt des Künstlers identifiziert wurde. Ferner gibt es in der Kirche weitere Gemälde der Familie Vecellio, darunter ein Letztes Abendmahl von Cesare Vecellio: Hierfür stellte der Kunsthistoriker Giuseppe Fiocco die These auf, die Köpfe Christi sowie Petri seien von Tizian ausgeführt. Außerdem werden spätgotische Ausstattungsstücke aus dem deutschen Kulturkreis aufbewahrt, wie ein Flügelaltar von Hans Klocher von Brixen (um 1450) sowie eine Pietà, Ägidius Gutenstein von Wiener Neustadt zugeschrieben (um 1475).

- Geburtshaus Tizians: Ein steinernes Haus aus dem 15. Jahrhundert, stark verändert durch um 1900 angebrachte hölzerne Außentreppe und Balkon, wird traditionell als das Geburtshaus Tizians überliefert. Ein kleines Museum beherbergt Erinnerungsstücke wie Handschriften, Drucke und Reproduktionen.

- Brillenmuseum: Eine Kuriosität der Stadt ist ferner das Brillenmuseum, das in Zusammenhang mit der industriellen Herstellung von Brillen seit Ende des 19. Jahrhunderts in Cadore steht. 2000 Brillen aus aller Welt, vom Mittelalter bis in die Neuzeit, sind zusammengetragen, die den ophthalmologischen Wissensstand optimal mit den jeweiligen Modevorstellungen der Zeit in Einklang zu bringen versuchten. So gibt es beispielsweise Monokel mit Gold und Edelsteinbesatz französischer Herkunft, englische Brillen aus Elfenbein und chinesische aus Jade.

## Persönlichkeiten
- Tizian (zwischen 1477 und 1490–1576), Maler
- Cesare Vecellio (um 1521–1601), Maler
- Adriano Frassinelli (* 1943), Bobfahrer
- Luigi Ciotti (* 1945), Priester und Mafia-Gegner
- Kristian Ghedina (* 1969), Skirennläufer und Motorsportler[2]
- Walter Osta (* 1970), Freestyle-Skier
- Simone Bertazzo (* 1982), Bobfahrer
- Rosa Pompanin (* 1984), Curlerin
- Silvano Varettoni (* 1984), Skirennläufer
- Manuel Gava (* 1991), deutscher Politiker
- Luca Zanatta (* 1991), Eishockeyspieler
- Mattia Gaspari (* 1993), Skeletonpilot
- Alessia Dipol (* 1995), Skirennläuferin
- Lisa Vittozzi (* 1995), Biathletin
- Anna Comarella (* 1997), Skilangläuferin
- Eleonora Fauner (* 1997), Biathletin
- Stefania Constantini (* 1999), Curlerin